# Alberto Giacometti
Alberto Giacometti (ur. 10 października 1901 w Borgonovo, zm. 11 stycznia 1966 w Chur) – szwajcarski rzeźbiarz i malarz, aktywny we Francji.
Uchodził za jednego z pionierów rzeźby modernistycznej na pograniczu ekspresjonizmu i surrealizmu.

## Życiorys
Alberto Giacometti urodził się 10 października 1901 w Borgonovo, w dolinie pasma górskiego Bergell w szwajcarskiej Gryzonii. Jego rodzicami byli malarz Giovanni Giacometti i Anetta z domu Stampa. Miał młodsze rodzeństwo: braci o imionach Diego i Bruno oraz siostrę Ottilię.
W latach 1915–1919 uczył się w ewangelickim gimnazjum w Schiers. Początkowo studiował w szkołach sztuk pięknych i użytkowych w Genewie. Wyjazd do Włoch w związku z Biennale w Wenecji pozwolił mu na kontakt ze sztuką Tintoretta, Giotta i ruinami budowli antycznych, które go zachwyciły. W 1922 za namową ojca wyjechał do Paryża, gdzie rozpoczął studia na artystycznej uczelni Académie de la Grande Chaumière. W latach 1922–1927 kształcił się pod kierunkiem rzeźbiarza Antoine’a Bourdelle’a. Po około pięciu latach wprowadził się do zaniedbanej pracowni w dzielnicy Montparnasse, gdzie mieszkał i pracował przez większość życia. Oprócz uprawiania rzeźby i malarstwa projektował wtedy elementy wyposażenia dla architekta wnętrz Jean-Michela Franka i biżuterię dla kreatorki mody Elsy Schiaparelli.
W roku 1930 miał wspólną wystawę z Hansem Arpem i Joanem Miró w galerii Pierre’a Loeba w Paryżu. Między 1930 a 1934 był związany z surrealistami. Interesował się wówczas szczególnie postacią ludzką i tworzył popiersia portretowe. Miał w tym okresie pierwsze indywidualne wystawy w Galerie Pierre Colle i w Salon des surindépendants.
Po okresie surrealistycznym powrócił do obrazowania natury, a jego modelem był odtąd brat Diego, który już w 1925 przeprowadził się do Paryża i od 1927 aż do śmierci Alberta był w jego pracowni pomocnikiem technicznym odpowiedzialnym za budowę szkieletów rzeźb, odlewnikiem, zajmował się też patynowaniem brązów.
W 1939 Alberto poznał Jeana-Paula Sartre’a oraz Simone de Beauvoir i zaprzyjaźnił się z nimi. Okres II wojny światowej spędził razem z Diegiem w Genewie.
Po wojnie wystawiał w Galerie Pierre Matisse w Nowym Jorku (1947 i 1950) oraz podpisał kontrakt z Galerie Maeght w Paryżu (1950), dzięki któremu otrzymywał zamówienia na rzeźby w brązie. Kolekcja jego dzieł znalazła się później w otwartym w 1964 muzeum Fundacji Maeght w Saint-Paul-de-Vence.
W 1949 zawarł związek małżeński z Annette Arm.
W 1956 miała miejsce retrospektywna wystawa jego prac w Kunsthalle Bern w Bernie, a on sam reprezentował Francję na Biennale w Wenecji dziełem Femmes de Venise, stanowiącym grupę stojących postaci kobiecych. Prezentował swoją twórczość na szwajcarskiej wystawie krajowej w 1964.
Głównym tematem, z którym się mierzył, było przedstawianie ludzi w ich egzystencjalnym cierpieniu. Jego rzeźby to monumentalne w formie surrealistyczne dzieła, cechujące się znacznym zmniejszeniem objętości materiału na rzecz wolnej przestrzeni. Od schyłku lat czterdziestych XX wieku uderzającą cechą rzeźb artysty była ich smukłość, kinetyzm, a także chropowata faktura.

## Wyróżnienia i upamiętnienia
Alberto Giacometti zdobył na  Biennale w Wenecji w 1962 wielką nagrodę w dziedzinie rzeźby. W roku 1965 przyznano mu francuską wielką narodową nagrodę w dziedzinie sztuki (grand prix national des arts de l'Etat français) oraz tytuł doktora honoris causa Uniwersytetu Berneńskiego.
Jeden z sześciu odlewów rzeźby Idący człowiek uzyskał 3 lutego 2010 podczas aukcji w domu aukcyjnym Sotheby’s w Londynie cenę ponad 65 milionów funtów szterlingów (wówczas ponad 104 miliony dolarów), co w tym czasie było najwyższą ceną kiedykolwiek uzyskaną przez dzieło sztuki na aukcji. Z kolei rzeźba The pointing man uzyskała w 2015 w domu aukcyjnym Christie’s cenę ponad 141 milionów dolarów, co wówczas czyniło ją najdroższą rzeźbą kiedykolwiek sprzedaną na świecie.
Rzeźba Idący człowiek i portret artysty są przedstawione na szwajcarskim banknocie o nominale 100 franków, w ósmej serii szwajcarskich banknotów, znajdującej się w obiegu od 1998 roku.
W 2016 przypadała 50. rocznica śmierci artysty, którą uczczono licznymi wystawami okolicznościowymi w wielu krajach świata.
Planetoida (11905) Giacometti została nazwana na jego cześć. W dedykacji dla rzeźbiarza wymieniono trzy dzieła: Tête qui regarde (1929), The Palace at 4 a.m. (1932) oraz 1 + 1 = 3 (1934).